# James Hector
Sir James Hector (16 marzo 1834 – Lower Hutt, 16 agosto 1907) è stato un geologo, naturalista e chirurgo scozzese.

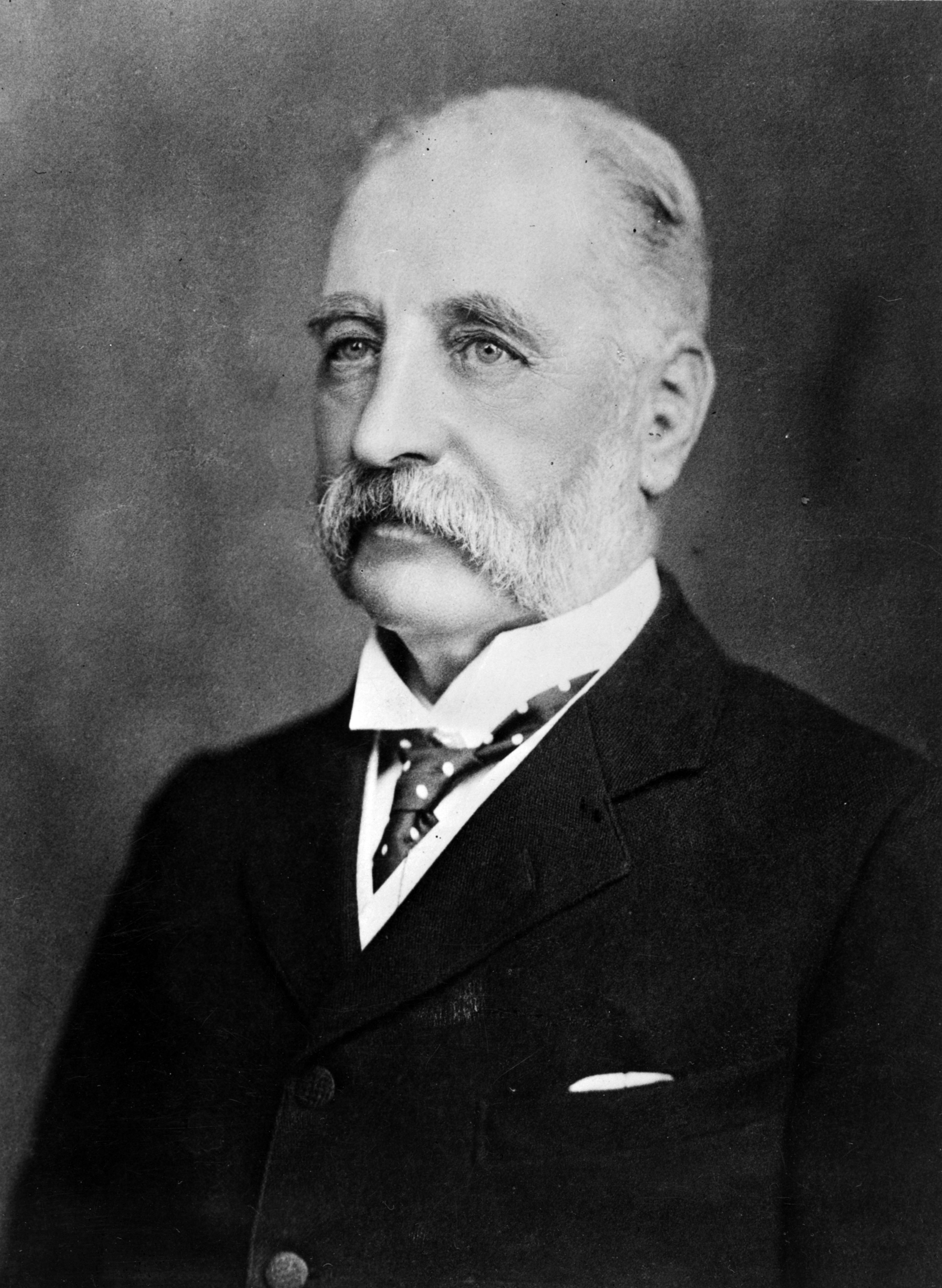
James Hector, circa 1858

Hector frequentò la Edinburgh Academy. All'età di quattordici anni divenne apprendista come addetto al calcolo finanziario dei rischi nell'ufficio di suo padre. Si iscrisse all'Università di Edimburgo come studente di medicina e ricevette la sua laurea nel 1856. Poco dopo, John Palliser lo invitò ad essere il chirurgo e geologo della spedizione di Palliser. Lo scopo della spedizione era quello di esplorare nuove rotte ferroviarie per la Canadian Pacific Railway e quello di esplorare nuove specie di piante.
Nel 1884 il Mount Hector nelle Montagne Rocciose Canadesi prese il nome in suo onore.
Hector fu insignito della Clarke Medal dalla Royal Society of New South Wales nel 1887.